# Reiichi Ikegami
Reiichi Ikegami (池上 礼一 Ikegami Reiichi?, nacido el 12 de julio de 1983 en Chiba) es un exfutbolista japonés. Jugaba de centrocampista y su último club fue el FC Gifu de Japón.

## Trayectoria

### Clubes
| Club           | País  | Año       |
| -------------- | ----- | --------- |
| FC Tokyo       | Japón | 2006-2008 |
| Thespa Kusatsu | Japón | 2008      |
| FC Kariya      | Japón | 2009      |
| FC Gifu        | Japón | 2010-2011 |

## Estadística de carrera

### J. League
| Club           | Año   | J. League | J. League | Copa J. League | Copa J. League | Total | Total |
| Club           | Año   | Part.     | Goles     | Part.          | Goles          | Part. | Goles |
| -------------- | ----- | --------- | --------- | -------------- | -------------- | ----- | ----- |
| FC Tokyo       | 2006  | 0         | 0         | 0              | 0              | 0     | 0     |
| FC Tokyo       | 2007  | 2         | 0         | 1              | 0              | 3     | 0     |
| FC Tokyo       | 2008  | 0         | 0         | 1              | 0              | 1     | 0     |
| Thespa Kusatsu | 2008  | 0         | 0         | -              | -              | 0     | 0     |
| FC Gifu        | 2010  | 16        | 0         | -              | -              | 16    | 0     |
| FC Gifu        | 2011  | 0         | 0         | -              | -              | 0     | 0     |
| Total          | Total | 18        | 0         | 2              | 0              | 20    | 0     |